# Batz-sur-Mer
Batz-sur-Mer là một xã thuộc tỉnh Loire-Atlantique, trong vùng Pays de la Loire ở phía tây nước Pháp. Xã này nằm ở khu vực có độ cao trung bình 12 mét trên mực nước biển. Theo điều tra dân số năm 1999 của INSEE, xã có dân số 3049 người.
Thị trấn nằm giữa vịnh Biscay và các đầm lầy.
Giáo đường Saint-Guénolé lịch sử có niên đại từ thế kỷ 15, nằm ở trung tâm thị trấn. Giáo đường có bức điêu khắc tượng Đức mẹ Maria và Chúa hài đồng thế kỷ 16, và có belfry thế kỷ 17. Từ tháp chuông có thể nhìn thấy các đầm lầy và bán đảo Le Croisic.
Năm 1834, Balzac đã ở lại xã cùng với Laure de Berny, tại Calme Logis của Madame de La Valette. Ông đã sáng tác Un drame au bord de la mer, which is set in nearby Le Croisic.
Nhà toán học Pavel Samuilovich Urysohn đã chết đuối khi bơi với đồng nghiệp Pavel Alexandrov.

## Liêt kết ngoàis
- mairie-batzsurmer.fr Lưu trữ ngày 15 tháng 2 năm 2003 tại Wayback Machine - web site of the mayor of Batz-sur-Mer